# Amyna imprimata
Amyna imprimata là một loài bướm đêm trong họ Noctuidae.